# Ennedi Est (province)

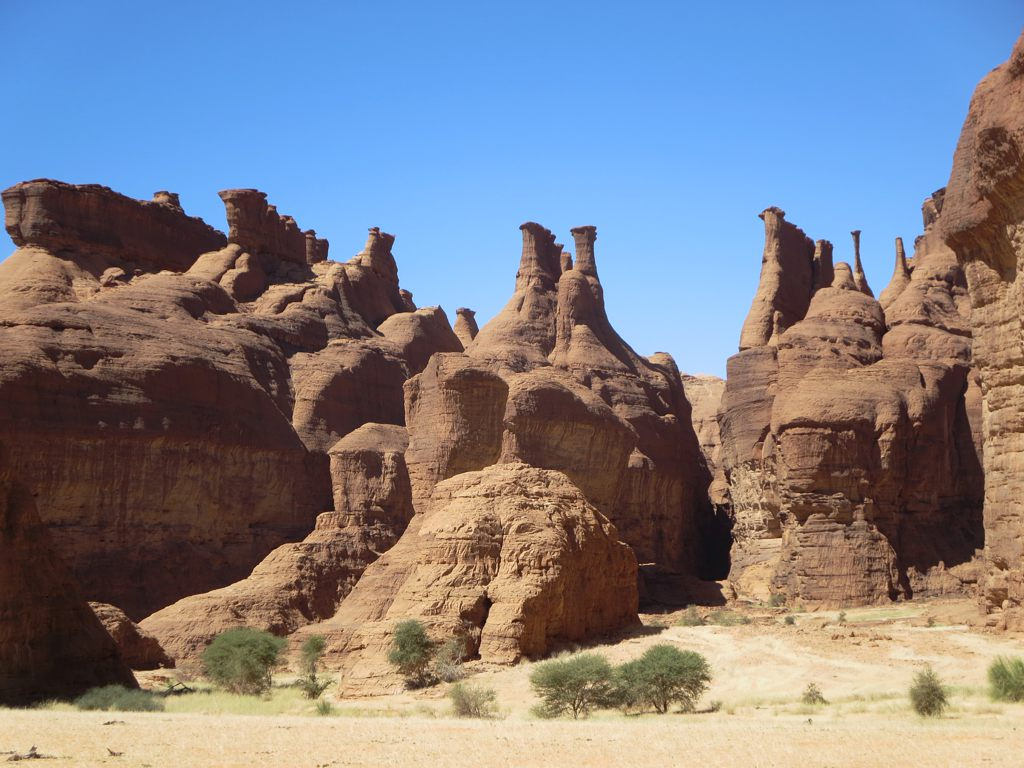
Hoodoos dans le plateau de l'Ennedi

Pour les articles homonymes, voir Ennedi.
L'Ennedi Est est une des 23 provinces du Tchad dont le chef-lieu est Amdjarass. Elle a été créée le 4 septembre 2012 par démembrement de la région Ennedi.

## Situation
La région est située au nord-ouest du pays, elle est frontalière du Soudan et de la Libye.
|              | Al-Koufrah |                 |
| Ennedi Ouest | Ennedi Est | Darfour du Nord |
|              | Wadi Fira  |                 |

## Subdivisions
La province de l'Ennedi Est est divisée en 4 départements et 13 communes :
| Province   | Chef-lieu | Département | Chef-lieu | Communes                                |
| ---------- | --------- | ----------- | --------- | --------------------------------------- |
| Ennedi Est | Amdjarass | Amdjarass   | Amdjarass | Amdjarass, Kaoura, Kariari              |
| Ennedi Est | Amdjarass | Wadi-Hawar  | Bahaî     | Bahaï, Birdouane                        |
| Ennedi Est | Amdjarass | Itou        | Itou      | Itou, Nohi, Marri, Bachikele, Menou     |
| Ennedi Est | Amdjarass | Bao         | Bao       | Bao, Mourdi, Mourdougouni, Aouli, Gaour |

## Administration
Liste des administrateurs :
Sous-préfets de l'Ennedi (entre xx et xx)
- xx : xx

Gouverneurs de l'Ennedi (depuis février 2008)
- 23 février 2006- : Ahmat Darry Bazine[3]
- 31 juillet 2010 - : Mahamat Saleh Brahim[4]